# Băișoara (gmina)
Băișoara – gmina w Rumunii, w okręgu Kluż. Obejmuje miejscowości Băișoara, Frăsinet, Moara de Pădure, Muntele Băișorii, Muntele Bocului, Muntele Cacovei, Muntele Filii, Muntele Săcelului i Săcel. W 2011 roku liczyła 1940 mieszkańców.